# Église Saint-André d'Argent-sur-Sauldre
L'église Saint-André est une église catholique située sur la commune d'Argent-sur-Sauldre, dans le département du Cher, en France.

## Localisation
L'église en en limite nord-est du bourg, à proximité du château de Saint-Maur.

## Historique
Initiée au XIIIe siècle, l'église a été agrandie et remodelée au début du XVe siècle avec l'adjonction du clocher-porche, du chœur, de l'abside et des chapelles. L'édifice a été restauré en 1892 par Octave Guérin.
L'édifice est classé au titre des monuments historiques par arrêté du 22 décembre 1944.

## Description

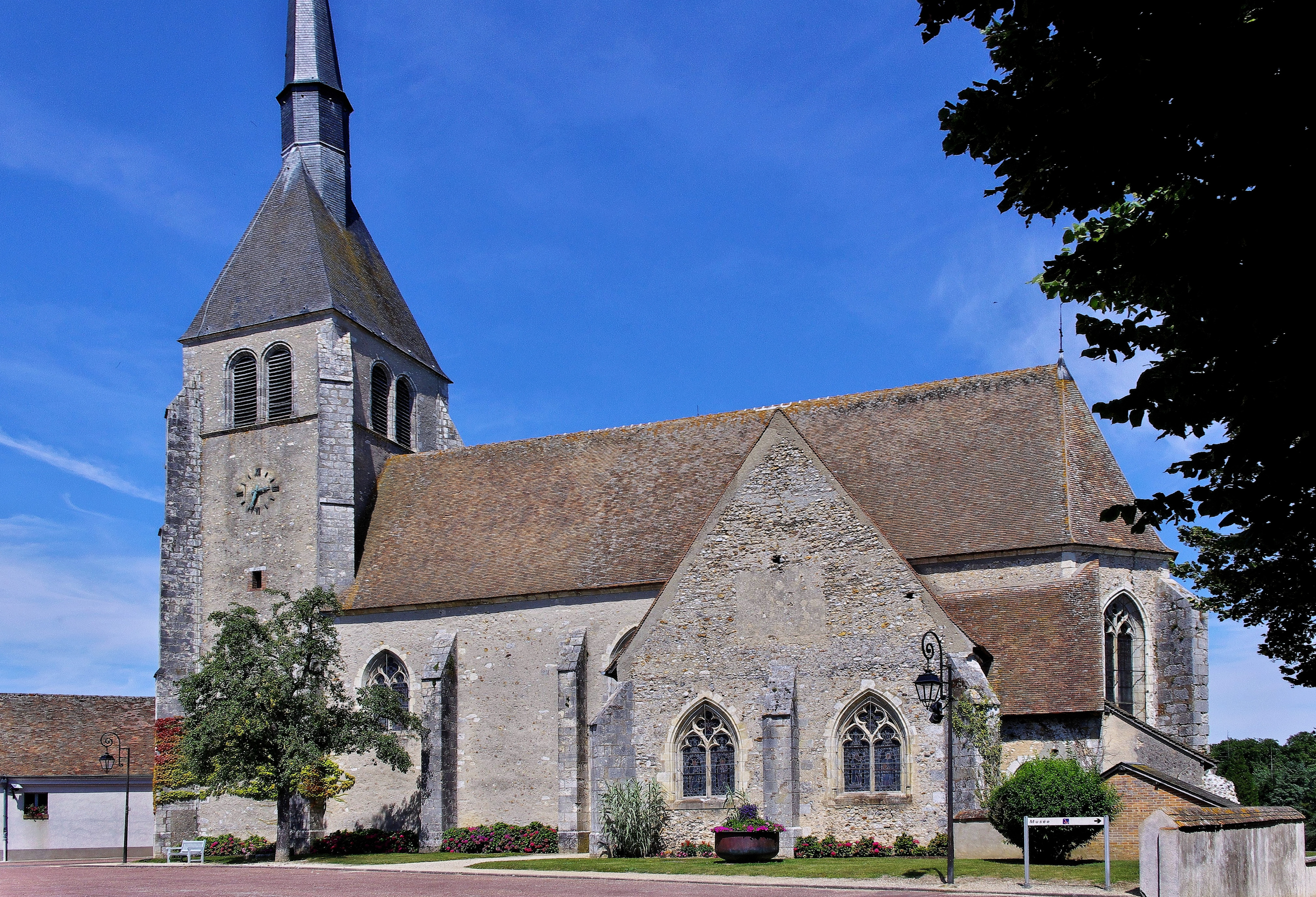
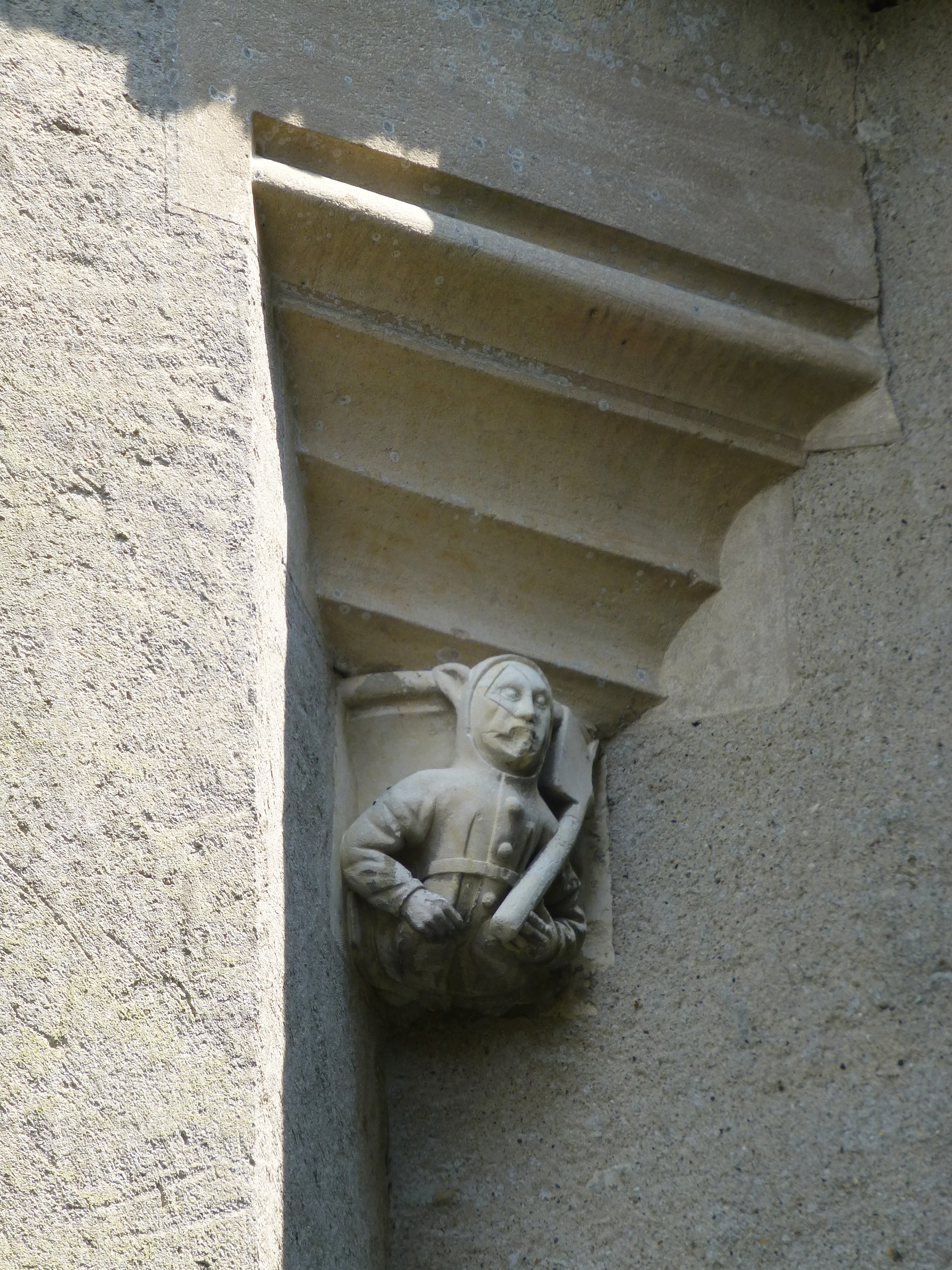
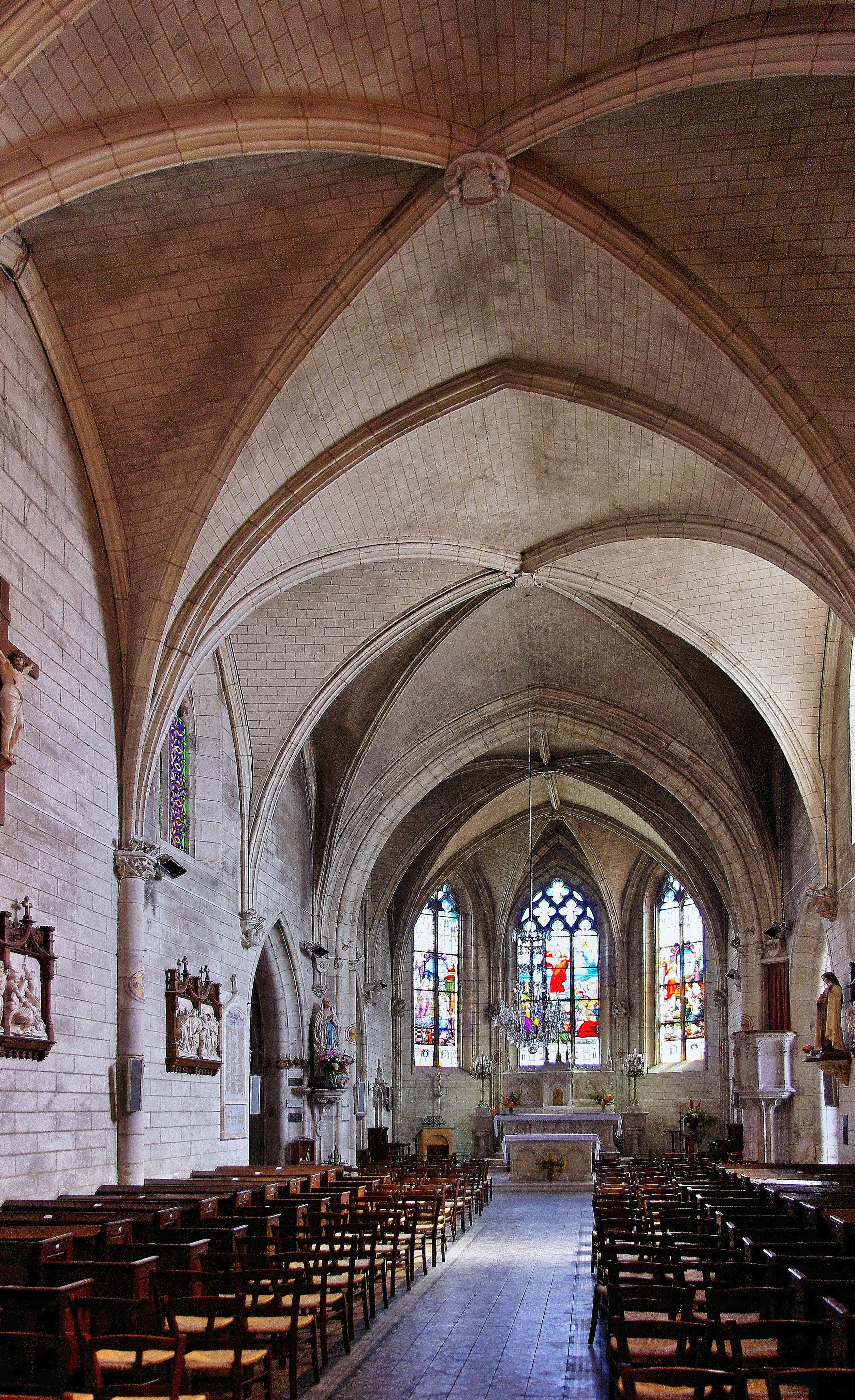
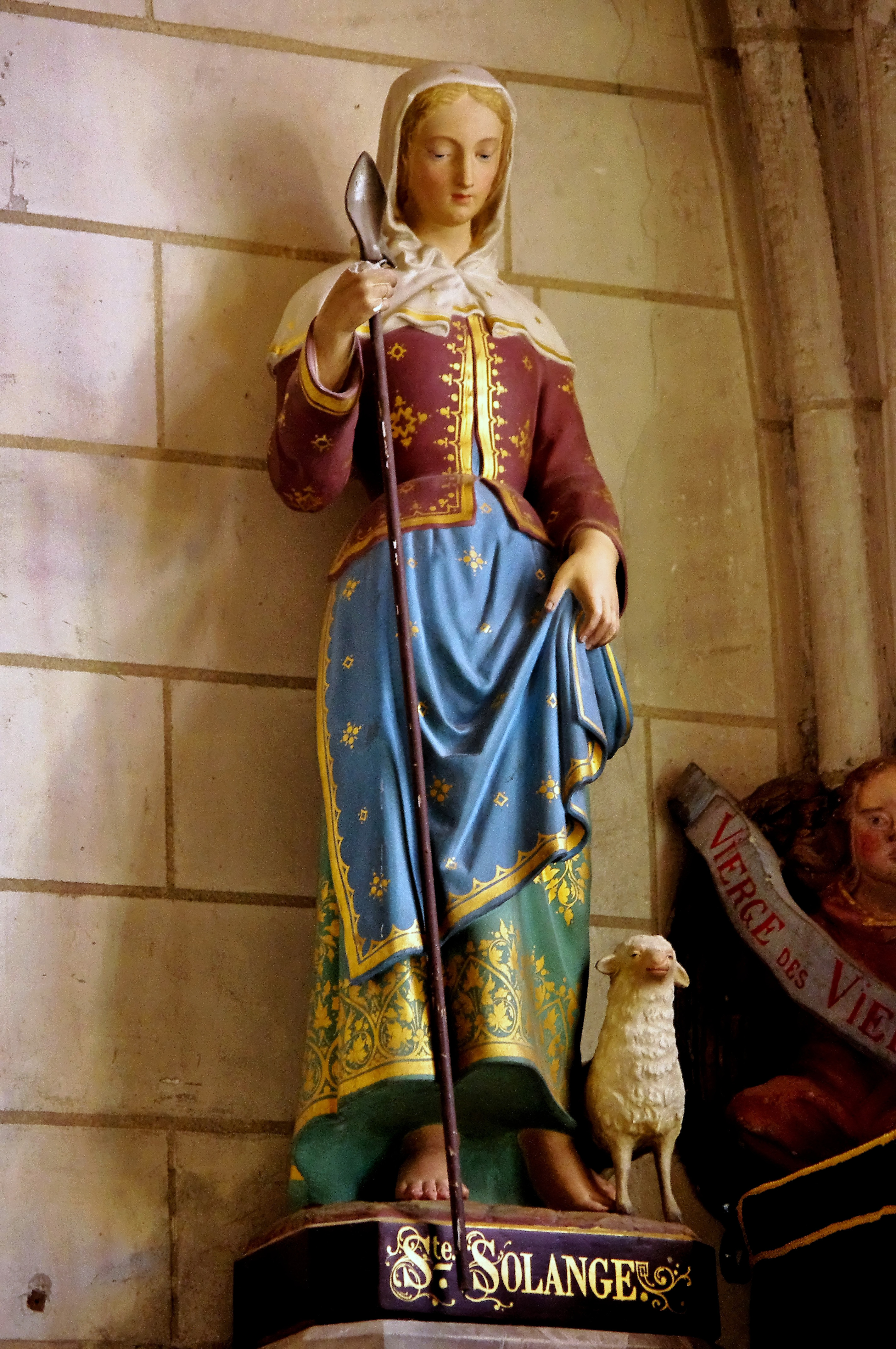
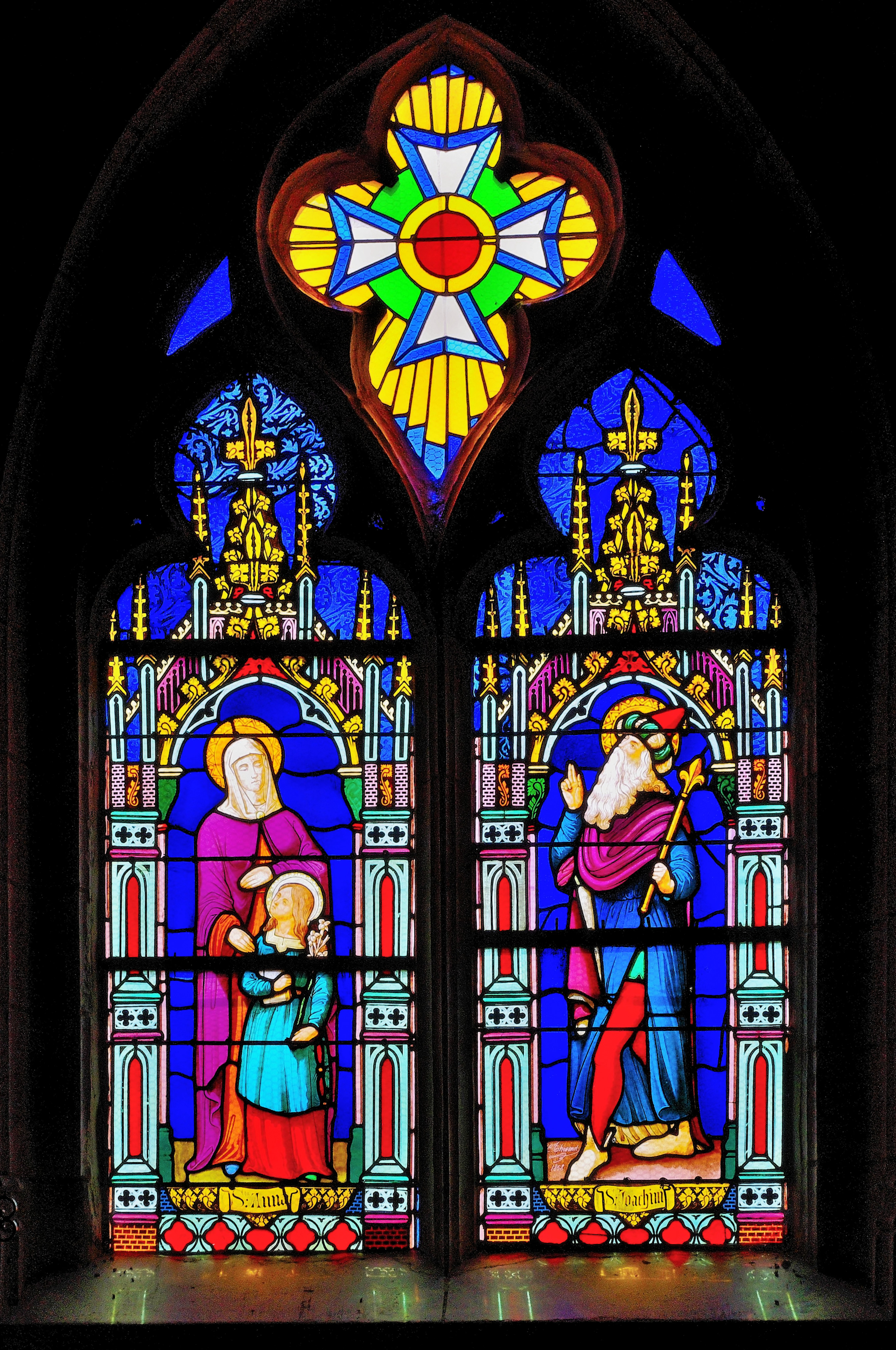
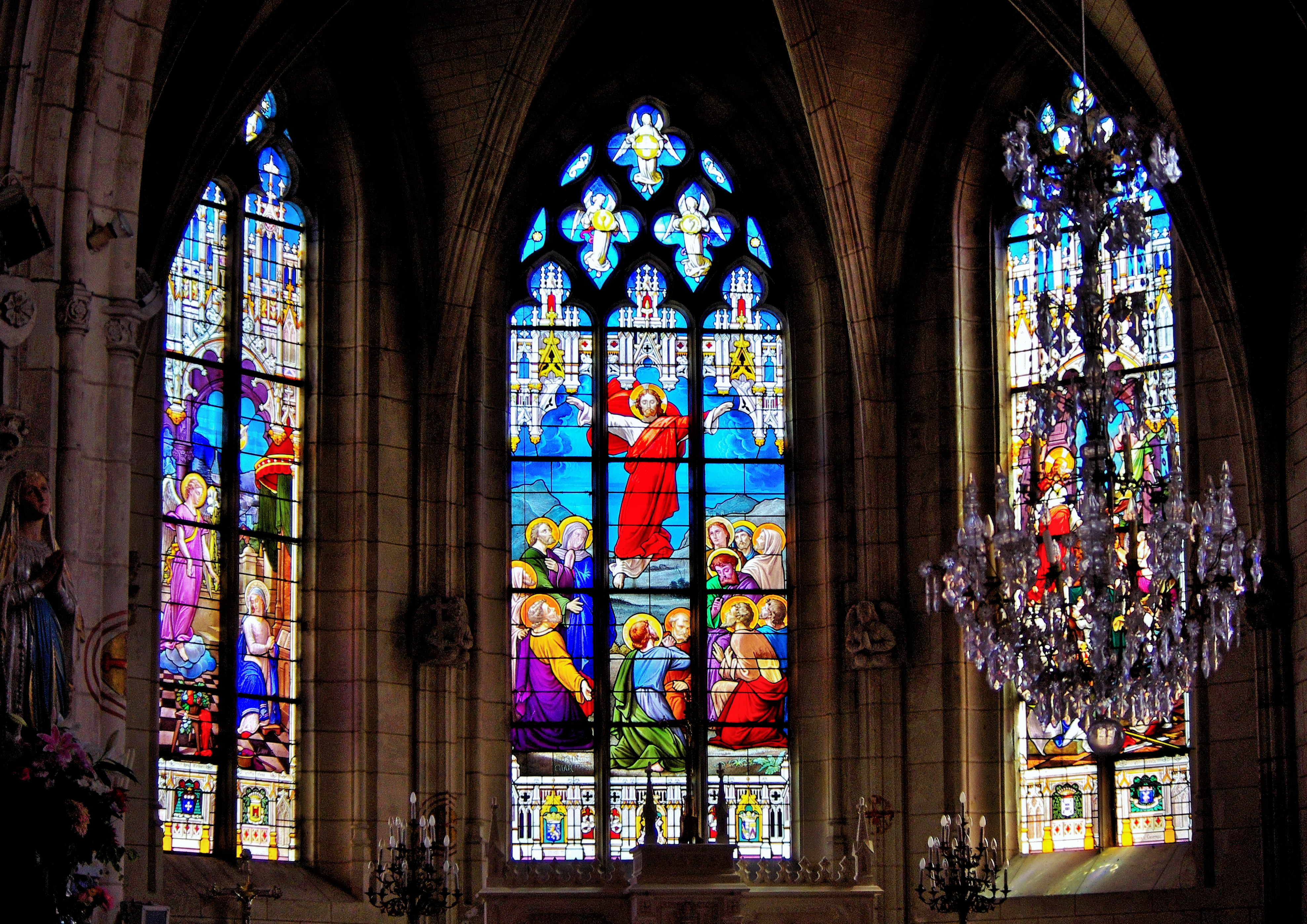